# Beeston (Nottinghamshire)
Beeston ist der Verwaltungssitz des Boroughs Broxtowe in der englischen Grafschaft Nottinghamshire.

## Lage
Die Stadt liegt 5,5 Kilometer westlich von Nottingham. Im Norden der Stadt liegt der Campus der University of Nottingham, im Süden fließt der Trent, wo auch das Dorf Attenborough mit ausgedehnten Feuchtgebieten liegt. Der Hauptsitz des Pharma- und Einzelhandelskonzerns Boots befindet sich 1 Kilometer östlich des Zentrums von Beeston, an der Grenze zu Broxtowe und der Stadt Nottingham.

## Etymologie
Der früheste Name der Siedlung war Bestune, aufgezeichnet im Domesday Book von 1086. Der Name leitet sich von den altenglischen Wörtern bēos (bent-grass) und tūn (Gehöft, Siedlung) ab. Obwohl die Vorstellung, dass sich der Name vom altenglischen bēo (Biene) ableitet, lokal weit verbreitet ist, ist dies unmöglich, da die Pluralform von bēo bēon wäre, was in historischen Schreibweisen des Namens ein „n“ ergibt. Die örtlichen Weiden werden immer noch mit dem Namen Beeston Rylands bezeichnet.
Die vermeintliche Ableitung „Biene“ förderte die Vorstellung von Beeston als „Bienenstock der Industrie“. Die Biene wurde als Emblem der Stadtverwaltung übernommen. In den Ziegelstein des Rathauses sind Bienenstöcke eingemeißelt, und 1959 wurden drei Bienen in das Wappen des Stadtbezirksrats von Beeston und Stapleford aufgenommen.
Die Wappenvereinigung nahm lange Gräser, die von Wiesenkrokussen umrankt sind, in das Wappen auf, als Alternative zu einem Wappen, das sich auf den wahrscheinlichen Ursprung als „Gehöft, in dem das Gras wächst“ bezieht. Mit der Gründung des Broxtowe District (später Borough) Council im Jahr 1974 wurden die Bienen im Wappen beibehalten. Die Bienentradition wird fortgesetzt – Abfallbehälter und andere Straßenmöbel in der High Road sind in Schwarz und Gold mit einem Bienensymbol verziert. In der High Road steht die Skulptur eines Mannes, der neben einem Bienenstock sitzt. Sie ist im Volksmund als „Bee-man“, „the man of Beeston“ usw. bekannt, obwohl sie offiziell „The Beeston Seat“ heißt. Der Bildhauer war Sioban Coppinger (1987) der einen Freund, Stephen Hodges, für seine „zeitlose Fähigkeit, Ruhe auszustrahlen, wenn alle anderen dem Stress erliegen“,modellierte.

## Bevölkerung
Beeston hat 2020 eine Bevölkerung von 37.000 Menschen, von denen 71,2 % als Weiße Briten und 28,8 % als andere Ethnien eingestuft werden. Darunter 10,3 % Chinesen, 10,25 % Europäer, 2,7 % Inder, 2,11 % Pakistaner und 3,4 % andere.

## Geschichte
11. Jahrhundert (laut Domesday)
In Bestune besaßen die Sachsen Alfag, Alwine und UIchel zur Zeit der Eroberung drei Herrenhäuser, die aus drei Karat Land bestanden. Diese wurden ihnen genommen und William Peverel, dem Herrn von Nottingham Castle, übergeben, der in seinem Besitz zwei Pfluggespanne, 17 Leibeigene, die das Gut ohne Zustimmung des Herrn nicht verlassen durften und jeweils etwa 15 Morgen (6,1 ha) Ackerland bewirtschafteten, und einen gewöhnlichen Pächter hatte. Zusammen verfügten sie über neun Pfluggespanne. Es gab 24 Morgen (9,7 ha) Wiese. Der Jahresertrag des Anwesens betrug 30 Schillinge.
19. Jahrhundert
Beeston wuchs zu Beginn des 19. Jahrhunderts über seinen Status als Dorf für Seidenwebereien hinaus. Die erste Seidenweberei wurde (zusammen mit Nottingham Castle) bei den Unruhen der Reform Bill von 1831 niedergebrannt. Mit dem Niedergang der Seidenindustrie wurden viele ehemalige Mühlen Anfang des 20. Jahrhunderts für die Leichtindustrie genutzt. Die von der Beeston Boiler Company hergestellten Anlagen sind noch heute überall im ehemaligen britischen Empire zu finden.
Zwischen 1880 und der Jahrhundertwende stellten Thomas Humber und seine Partner in einer Fabrik an der Kreuzung der heutigen Queens Road und Humber Road Fahrräder und schließlich Motorräder und Autos her. In der Blütezeit beschäftigte das Unternehmen 2000 Mitarbeiter, was jedoch 1907 abrupt endete, als die Firma nach Coventry umzog.

## 20. Jahrhundert
1901 baute die National Telephone Company in Beeston eine Fabrik für Telefonmaterial. Diese wurde 1903 von der britischen L.M. Ericsson Manufacturing Co. Ltd. im Jahr 1903 übernommen. Kurz vor der Übernahme wurde die alte Fabrik durch einen Brand größtenteils zerstört und im Zuge des Wiederaufbaus wurde sie erweitert. Ein neues Kraftwerk wurde gebaut. Im Jahr 1906 wurde ein großes Gebäude errichtet, das vor allem für die Herstellung von Telefonschränken genutzt wurde. Unter dem Namen Plessey waren diese großen Gebäude bis in die 1980er Jahre eine wichtige Quelle für die Beschäftigung. Plessey wurde unter Beteiligung von General Electric Company zu GPT Plessey. Im Zuge der verschiedenen Umstrukturierungen des GEC-Konzerns und seiner Umbenennung in Marconi wurde ein Großteil des Geländes zusammen mit der privaten Telefonnetzsparte des Unternehmens an Siemens verkauft. Siemens vermietete einen Großteil des Geländes als Gewerbegebiet unter.
SMS Electronics wurde 2003 aus einem Management-Buyout der Produktionsstätte von Siemens gegründet. Das Unternehmen wurde 2012 mit dem Queens Award for Export ausgezeichnet und beschäftigt über 200 Mitarbeiter. Das gesamte Gelände wurde 2006 von HSBC für eine gemischte, auf Arbeitsplätze ausgerichtete Umstrukturierung erworben. Im Jahr 2007 wurde ein Gebäude für Atos Origin errichtet.
Der Boots-Campus umfasst drei denkmalgeschützte modernistische Gebäude des Ingenieurs Owen Williams, die jedoch von außen schwer zu erkennen sind. Außerdem steht ein späteres Gebäude von Skidmore, Owings & Merrill unter Denkmalschutz.
Der Automobilbau kehrte 1987 für kurze Zeit nach Beeston zurück, als die Middlebridge Company eine kleine Fabrik in Lilac Grove einrichtete und 77 Reliant Scimitar produzierte. Das Unternehmen ging 1990 in Konkurs.
Beeston Maltings, eine Mälzerei, war bis zum Ende des 20. Jahrhunderts in Betrieb. Die Gebäude befanden sich in der Dovecote Lane, gegenüber dem Victoria Hotel, wurden aber 2012–2013 abgerissen.

## Transport
Eisenbahn
Die Midland Counties Railway von Nottingham nach Derby wurde am 4. Juni 1839 zusammen mit dem Bahnhof Beeston für den Personenverkehr eröffnet, später wurde die Strecke Teil der London, Midland and Scottish Railway und später der London Midland Region von British Railways.
Heute wird der Bahnhof von zwei Bahngesellschaften bedient:
East Midlands Railway bietet Intercity-Züge zwischen Nottingham und London St. Pancras über Loughborough, Leicester und Bedford an; diese Züge verkehren stündlich und benötigen für die 123 Meilen (198 km) lange Strecke nach London in der Regel knapp zwei Stunden. Außerdem gibt es stündliche Verbindungen zwischen Newark Castle, Derby und Crewe; die Züge zwischen Nottingham und Matlock verkehren ebenfalls stündlich.
CrossCountry bietet stündliche Verbindungen in beide Richtungen zwischen Nottingham,
Birmingham New Street und Cardiff an.
Busse
Der Busverkehr in Beeston wird von Nottingham City Transport, Trent Barton, CT4N und Nottsbus Connect betrieben.
Lokale Linien verbinden die Stadt mit dem Stadtzentrum von Nottingham, dem University Park, dem Queens Medical Centre, Chilwell, Stapleford und Wollaton. Längere Strecken führen nach Derby, zum East Midlands Airport und nach Coalville.
Straßenbahnen
Das Straßenbahnsystem der zweiten Generation, das von Nottingham Express Transit betrieben wird, erreichte Beeston im August 2015. Der Verkehrsknotenpunkt Beeston wurde im selben Jahr als Knotenpunkt für Bus- und Straßenbahndienste gebaut.
Regelmäßige Linien verkehren auf einer Strecke zwischen Toton und Hucknall über den Bahnhof von Nottingham.
Straßen
Die Straße von Nottingham nach Derby wurde 1758–1759 asphaltiert und die Mautgebühren wurden 1870 abgeschafft. Ein Zweig der Nottingham and Ashby Turnpike Road, gewöhnlich als Sawley Branch bezeichnet, führte durch Beeston. Im Jahr 1831 wurde eine vierspännige Tageskutsche nach Birmingham ausgeschrieben.
Die heutige Straße Nottingham-Derby A52 berührt den Norden der Stadt; sie verbindet das Stadtzentrum mit der Anschlussstelle 25 der Autobahn M1, die 6,4 km (4 Meilen) entfernt ist. In Beeston gibt es kommunale Parkplätze, die dem Broxtowe Borough Council gehören.
Kanäle
Der Nottingham Canal, der von Trent Bridge über Nottingham und Lenton nach Langley Mill führt, wurde 1790 genehmigt und 1802 fertiggestellt. Er ermöglichte es dem Güterverkehr aus dem Erewash-Tal, den Fluss Erewash und den Fluss Trent zu umgehen. Als Reaktion darauf wurde 1794 von der Trent Navigation Company ein Beeston-Kanal gefördert. Er reichte von Beeston Cut bis Lenton und führte über ein Wehr bei Beeston Rylands. Ursprünglich gab es am Beeston Cut eine zweite Schleuse für kleine Schiffe, die unterhalb des Wehrs in den Trent einfahren konnten, aber diese wurde um 1940 aufgegeben.

## Fahrradwege
Die National Cycle Route 6 (London – Keswick) führt durch die Long Lane in Attenborough, dann auf dem Bürgersteig der Queens Road und Lilac Grove und am University Park vorbei; am Queen’s Medical Centre biegt sie nach links in Richtung Wollaton und Bulwell ab. Der Rundweg Big Track für Radfahrer und Fußgänger folgt den Treidelpfaden entlang des Trent and Beeston Canal. Der Erewash Valley Trail führt an der Westseite von Beeston entlang. Mehrere andere Radwege sind ausgeschildert.

## Wirtschaft
Beeston ist Sitz vieler nationaler und internationaler Unternehmen. Von den 470 in Beeston ansässigen Unternehmen sind die größten Boots, Changan, Imperial Brands, ZF, Atos und Chinook Sciences, weitlokale Unternehmen sind der Drehmaschinenhersteller Myford und das Internetunternehmen Webfusion (jetzt Teil von PIPEX Communications).

## Söhne und Töchter der Stadt
- Anne Briggs (* 1944), Folk-Sängerin
- Barry Foster (1931–2002), Schauspieler, Titelrolle in der britischen Krimiserie Van der Valk
- Edwin Starr (1942–2003), Soul-Sänger, lebte und verstarb in Beeston
- Richard Beckinsale (1947–1979), Fernsehschauspieler, Vater von Kate Beckinsale